# Лимановка (Костанайская область)
Лимановка (каз. Лиман) — упраздненное село в Карасуском районе Костанайской области Казахстана. Входило в состав Павловского сельского округа. Ликвидировано в 2000-е годы.

## Население
В 1999 году население села составляло 32 человека (20 мужчин и 12 женщин).